# Monofunduszowość
Monofunduszowość – jedna z zasad w zakresie finansowania programów operacyjnych Unii Europejskiej. Zgodnie z jej założeniami jeden określony program operacyjny musi być finansowany przy pomocy środków z jednego tylko funduszu strukturalnego. Zasada ta obowiązuje na mocy Rozporządzenia Rady (WE) nr 1083/2006 z dnia 11 lipca 2006 r., w którym dokonano rewizji trybu korzystania ze wsparcia Europejskiego Funduszu Rozwoju Regionalnego, Funduszu Spójności i Europejskiego Funduszu Społecznego.
Zasada monofunduszowości charakteryzuje się jednak pewnymi odstępstwami, wśród których szczególną uwagę zwrócić należy na tzw. cross-financing.